# Оук-Гарбор (Вашингтон)
Оук-Гарбор (англ. Oak Harbor) — місто (англ. city) в США, в окрузі Айленд штату Вашингтон. Населення — 24 622 особи (2020).

## Географія
Оук-Гарбор розташований за координатами 48°17′48″ пн. ш. 122°38′2″ зх. д. / 48.29667° пн. ш. 122.63389° зх. д. (48.296608, -122.633922).  За даними Бюро перепису населення США в 2010 році місто мало площу 24,54 км², з яких 24,40 км² — суходіл та 0,13 км² — водойми.

### Клімат
| Клімат : Оук-Гарбор          | Клімат : Оук-Гарбор | Клімат : Оук-Гарбор | Клімат : Оук-Гарбор | Клімат : Оук-Гарбор | Клімат : Оук-Гарбор | Клімат : Оук-Гарбор | Клімат : Оук-Гарбор | Клімат : Оук-Гарбор | Клімат : Оук-Гарбор | Клімат : Оук-Гарбор | Клімат : Оук-Гарбор | Клімат : Оук-Гарбор | Клімат : Оук-Гарбор |
| Показник                     | Січ.                | Лют.                | Бер.                | Квіт.               | Трав.               | Черв.               | Лип.                | Серп.               | Вер.                | Жовт.               | Лист.               | Груд.               | Рік                 |
| Абсолютний максимум, °C      | 16,7                | 20,6                | 25,6                | 27,2                | 29,4                | 33,3                | 35,0                | 36,7                | 32,8                | 26,1                | 19,4                | 16,7                | 36,7                |
| Середній максимум, °C        | 8,3                 | 10,0                | 12,2                | 15,0                | 17,8                | 20,0                | 22,8                | 23,3                | 20,6                | 15,0                | 10,6                | 7,8                 | 15,3                |
| Середній мінімум, °C         | 2,8                 | 2,2                 | 3,9                 | 5,6                 | 7,8                 | 10,0                | 11,1                | 11,1                | 9,4                 | 6,7                 | 3,9                 | 1,7                 | 6,4                 |
| Абсолютний мінімум, °C       | −16,1               | −15                 | −10                 | −3,3                | −2,2                | 1,7                 | 4,4                 | 3,3                 | −1,7                | −6,7                | −14,4               | −16,1               | −16,1               |
| Норма опадів, мм             | 64                  | 44                  | 48                  | 42                  | 46                  | 34                  | 22                  | 20                  | 32                  | 50                  | 80                  | 64                  | 546                 |
| ---------------------------- | ------------------- | ------------------- | ------------------- | ------------------- | ------------------- | ------------------- | ------------------- | ------------------- | ------------------- | ------------------- | ------------------- | ------------------- | ------------------- |
| Джерело: The Weather Channel |                     |                     |                     |                     |                     |                     |                     |                     |                     |                     |                     |                     |                     |

## Демографія
Згідно з переписом 2010 року, у місті мешкало 22 075 осіб у 8677 домогосподарствах у складі 5789 родин. Густота населення становила 900 осіб/км².  Було 9553 помешкання (389/км²).
Расовий склад населення:
| - 72,6 % — білих - 10,2 % — азіатів - 4,9 % — чорних або афроамериканців - 1,0 % — вихідців з тихоокеанських островів - 0,9 % — корінних американців - 2,7 % — осіб інших рас |

До двох чи більше рас належало 7,8 %. Частка іспаномовних становила 9,3 % від усіх жителів.
За віковим діапазоном населення розподілялося таким чином: 28,3 % — особи молодші 18 років, 61,4 % — особи у віці 18—64 років, 10,3 % — особи у віці 65 років та старші. Медіана віку мешканця становила 29,0 року. На 100 осіб жіночої статі у місті припадало 96,7 чоловіків;  на 100 жінок у віці від 18 років та старших — 93,6 чоловіків також старших 18 років.
Середній дохід на одне домашнє господарство  становив 55 783 долари США (медіана — 46 621), а середній дохід на одну сім'ю — 64 160 доларів (медіана — 54 490). Медіана доходів становила 41 356 доларів для чоловіків та 35 279 доларів для жінок. За межею бідності перебувало 13,1 % осіб, у тому числі 17,7 % дітей у віці до 18 років та 5,7 % осіб у віці 65 років та старших.
Цивільне працевлаштоване населення становило 8308 осіб. Основні галузі зайнятості: освіта, охорона здоров'я та соціальна допомога — 20,9 %, публічна адміністрація — 17,4 %, мистецтво, розваги та відпочинок — 12,0 %, роздрібна торгівля — 11,1 %.